# Вака Диес (футбольный клуб)
«Вака Диес» (исп. Club Deportivo Vaca Díez) — боливийский футбольный клуб из города Кобиха, Пандо. Был основан 19 марта 1952 года, выступает в первом дивизионе чемпионата Футбольной ассоциации Пандо. Домашние матчи на стадионе «Роберто Хордан Куэльяр» вместимостью 25 000 человек.

## История
Основанный 19 марта 1952 года, «Вака Диес» впервые вышел на профессиональный уровень в 2005 году, выиграв чемпионат Футбольной ассоциации Пандо и приняв участие в розыгрыше Кубка Симона Боливара, победа в котором позволяла подняться в Примеру. Клуб выступал в этом турнире ещё семь раз, дойдя до финала в 2022 году. 24 ноября 2022 года «Вака Диес» впервые в своей истории вышел в высший дивизион, победив в серии пенальти «Либертад Гран Маморе». Дебютировал 4 февраля в матче против того же соперника, проиграв со счётом 2:3. Первую победу одержал 21 июля, минимально обыграв «Индепендьенте Петролеро». На протяжении всего года находился в подвале турнирной таблицы и закончил сезон на 16-м месте, отстав на четыре очка от спасительного 14-го места.

## Достижения
- Обладатель Кубка Симона Боливара[англ.]: 2022[исп.]
- Победитель чемпионата Футбольной ассоциации Пандо[англ.] (8): 2005, 2006, 2007, 2009, 2010, 2011, 2012, 2019